# Derick Baegert

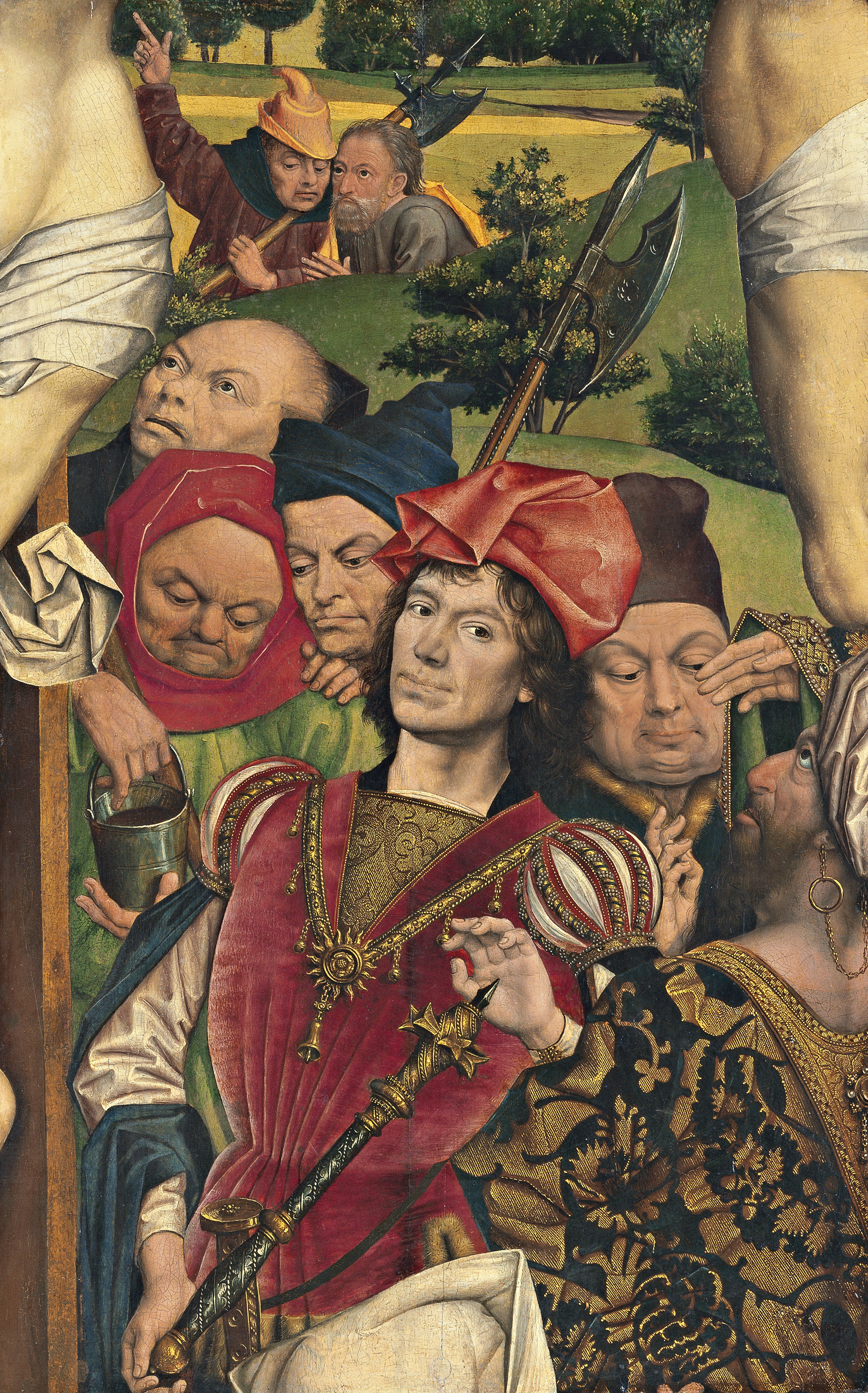
Kreuzigung, Detail: Der Hauptmann unter dem Kreuz; Sammlung Thyssen-Bornemisza, Madrid

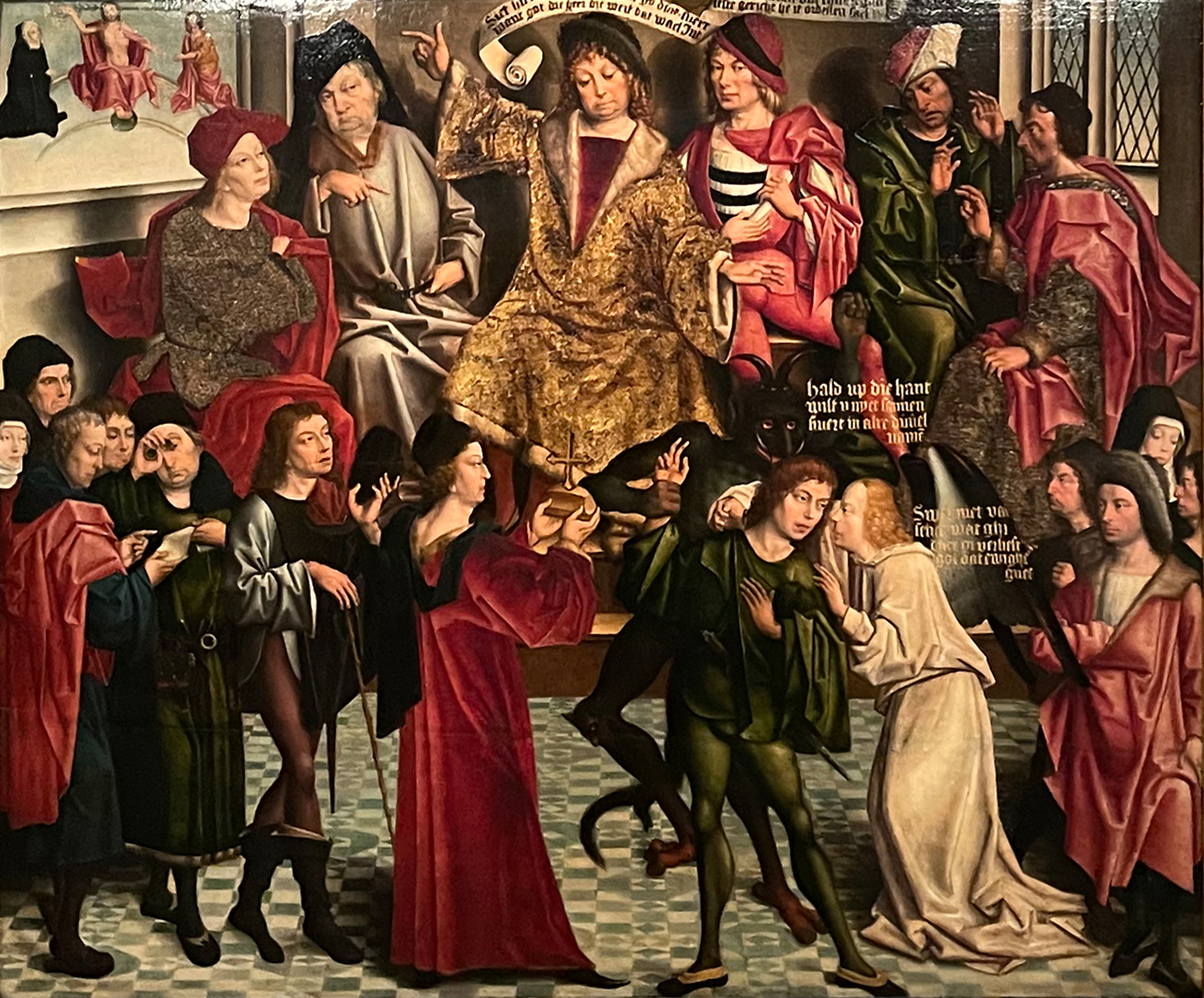
Eidesleistung vor dem Weseler Stadtgericht 1493/94

Derick Baegert [ˈbaːgərt] (* um 1440 in Wesel; † um 1515 in Wesel) war ein bedeutender deutscher Maler der Spätgotik. Unter flämischem, westfälischem und rheinischem Einfluss entwickelte er seinen ganz eigenen Stil von außerordentlicher Qualität. Seine Werke zeichnen sich durch einen hohen Detailreichtum in der Malerei aus.

## Leben und Werk
Baegert malte um 1475 den Hochaltar für die Kirche des Dominikanerklosters in Dortmund, heute die Propsteikirche, wo das Retabel noch immer aufgestellt ist. Die Malerei war eine Auftragsarbeit des Herzogs Johann I. von Kleve für den Mönchskonvent in der Reichsstadt. Auf dem Werk ist ein Selbstporträt des Künstlers übermittelt, das erste bekannte in der nordwesteuropäischen Malerei überhaupt.
In der Folgezeit (1477–1478) entstand der Hochaltar der im Zweiten Weltkrieg zerstörten Mathenakirche in Wesel, von dem lediglich Fragmente in der Sammlung Thyssen-Bornemisza erhalten sind. Um 1493/94 schuf er das Gerichtsbild Eidesleistung, das ursprünglich den Ratssaal des Weseler Rathauses schmückte und sich heute im Städtischen Museum Wesels befindet. Baegert hat sich selber in diesem Bild verewigt (oberste Reihe vierte Person von Links). Baegert ist Urheber einiger weitere Tafelaltäre in Nordwestdeutschland, darunter der Kreuzigungsaltar aus St. Laurenz in Köln, um 1500, jetzt Alte Pinakothek, München.
| Derick Baegert – Altarretabel in der Propsteikirche | Derick Baegert – Altarretabel in der Propsteikirche | Derick Baegert – Altarretabel in der Propsteikirche |
| --------------------------------------------------- | --------------------------------------------------- | --------------------------------------------------- |
|                                                     |                                                     |                                                     |

Der dreiflügelige Altar des Derick Baegert in der Propsteikirche Dortmund

## Werkstatt
In Baegerts Werkstatt arbeitete neben seinem Sohn Jan, der auch als der Maler des Cappenberger Altars gilt, auch sein Neffe Jan Joest (van Kalkar), Sohn von Dericks Schwester Katharina. Jan Joest fertigte unter anderem den Hochaltar in der Kirche St. Nicolai in Kalkar und einen verloren gegangenen Hochaltar für das Kloster Werden.

## Derik-Baegert-Gesellschaft
Seit 1968 ist der Name des Malers mit der Derik-Baegert-Gesellschaft verbunden. Sie unterhält im Schloss Ringenberg am Niederrhein ein Atelierzentrum zur Förderung junger Künstler.